# Lemps (Drôme)
Lemps é uma comuna francesa na região administrativa de Auvérnia-Ródano-Alpes, no departamento de Drôme. Estende-se por uma área de 16,04 km². Em 2010 a comuna tinha 50 habitantes (densidade: 3,1 hab./km²).